# Astragalus submaculatus
Astragalus submaculatus — вид квіткових рослин з родини бобових (Fabaceae). Ареал охоплює такі країни: Іран, Туркменістан.

## Середовище
Висота проживання: 700–1950 метрів. Ця багаторічна трав'яниста рослина росте на кам'янистих та гравійних гірських схилах у степовому регіоні, серед ялівців у середньому гірському поясі. Повідомлялося про її знаходження на глинистих та кам'яних уламках. Немає відомих серйозних загроз для цього виду. Однак він зростає на території, де середовище перебуває під тиском через надмірний випас худоби та надмірну заготівлю дров.